# Grasminiermotten
Die Grasminiermotten (Elachistidae) sind eine Familie der Schmetterlinge (Lepidoptera). Sie kommen weltweit mit ca. 3.300 Arten in acht Unterfamilien vor. In Mitteleuropa ist die Familie mit 235 Arten vertreten, in ganz Europa kommt sie mit 246 Arten und Unterarten vor.

## Merkmale
Die Falter erreichen eine Flügelspannweite von 7 bis 12 Millimetern und sie haben einen schlanken Körperbau und schmale Flügel. Die Vorderflügel haben 10 bis 12 Flügeladern mit einer oder zwei Analadern (1b bzw. 1b und 1c), ihnen fehlen die 5. und 8. Ader, manchmal auch die 4. Ihre Hinterflügel haben fünf bis neun Adern mit keinen bis drei Analadern und sind meist deutlich schmaler als die Vorderflügel und spitz zulaufend. Ihnen fehlen die Ader 5 und manchmal auch 4. Die Färbung der Flügel ist meist metallisch glänzend bzw. gefleckt, oder weiß, braun oder grau in der Grundfarbe. Ihr Kopf ist dicht beschuppt. Ihre dreigliedrigen Labialpalpen sind meist sehr lang, dünn und nach oben gebogen, ihre Maxillarpalpen sind zurückgebildet und bestehen aus nur einem oder zwei Segmenten. Bei den Arten, die nach unten gebogene Labialpalpen haben, sind diese kurz. Ihr Saugrüssel ist gut entwickelt und an der Basis geschuppt. Die bei beiden Geschlechtern fadenförmigen Fühler sind mittellang bis lang, erreichen aber maximal 80 % der Vorderflügellänge. Manche Arten weisen Punktaugen (Ocelli) auf.

## Lebensweise
Die Tiere leben in Bodennähe auf Pflanzen und Sträuchern. Sie können schnell laufen. Die Raupen sind Minierer und legen ihre Fraßgänge in Gräsern und den Blättern von krautigen Pflanzen an. Nur wenige Arten leben in Stängeln. Sie bevorzugen Binsengewächse (Juncaceae), Süß- (Poaceae), und Sauergräser (Cyperaceae). Die Verpuppung findet entweder am Boden und vermutlich auch an der Pflanze statt. Die Puppen sind entweder freiliegend, dann sind sie mit einem seidenen Faden befestigt, oder sie sind mit einem Gespinst versehen.

## Systematik
Die Grasminiermotten werden in folgende Unterfamilien unterteilt:
- Stenomatinae
- Ethmiinae
  - Ethmia bipunctella
- Flachleibmotten (Depressariinae)
- Elachistinae
  - Elachista argentella
  - Elachista wieseriella
- Agonoxeninae
- Hypertrophinae
- Deuterogoniinae
- Aeolanthinae

## Belege